# Споменик жртвама рата и браниоцима отаџбине од 1990. до 1999.
Споменик жртвама рата и браниоцима отаџбине од 1990. до 1999. био је смештен на Савском тргу, у близини Главне београдске железничке станице. Аутори су Јелена Панчевац и Жарко Узелац док је супервизор био професор Михајло Тимотијевић. Споменик је израђен од кортен челика који брзо рђа што је и била намера аутора, који су на тај начин хтели да прикажу симболику трагедију времена ратова, оружја и бомби.
Приликом откривања споменика 24. марта 2012.  породице жртава су протестовале, због тога што на споменику нема крста и имена погинулих.
Непуне две недеље по постављању споменик је демонтиран и однет на дораду тј. повећање усечених слова која су била исувише ситна.